# Гілберто Кеб Баас
Гілберто Кеб Баас (ісп. Gilberto Keb Baas; 21 жовтня 1977) — мексиканський професійний боксер, чемпіон світу за версією WBC (2010—2011) в першій найлегшій вазі.

## Професіональна кар'єра
Дебютував на профірингу 1995 року. Впродож 15 років виступав з перемінним успіхом, здобувши серед інших перемоги над співвітчизниками Омаром Ніньо Ромеро та Мельчором Коб Кастро і програвши зокрема 15 грудня 2000 року Еріку Морель (Пуерто-Рико) в бою за титул чемпіона світу за версією WBA в найлегшій вазі, 4 червня 2004 року Браяну Вілорія (США) в бою за титул NABF в найлегшій вазі та 16 лютого 2006 року Понгсаклек Вонджонкам (Таїланд) в бою за титул чемпіона світу за версією WBC в найлегшій вазі.
6 листопада 2010 року вийшов на бій проти чемпіона WBC в першій найлегшій вазі Омара Ніньо Ромеро. Ромеро був явним фаворитом протистояння, але зустрівшись з ним вдруге в кар'єрі, Кеб Баас знов переміг рішенням більшості суддів і відібрав титул чемпіона. Здобувши перемогу в першому захисті над Хосе Антоніо Агірре (Мексика), 30 квітня 2011 року програв технічним рішенням в десятому раунді Адріану Ернандесу (Мексика) і втратив титул.